# 사일런트 디스코

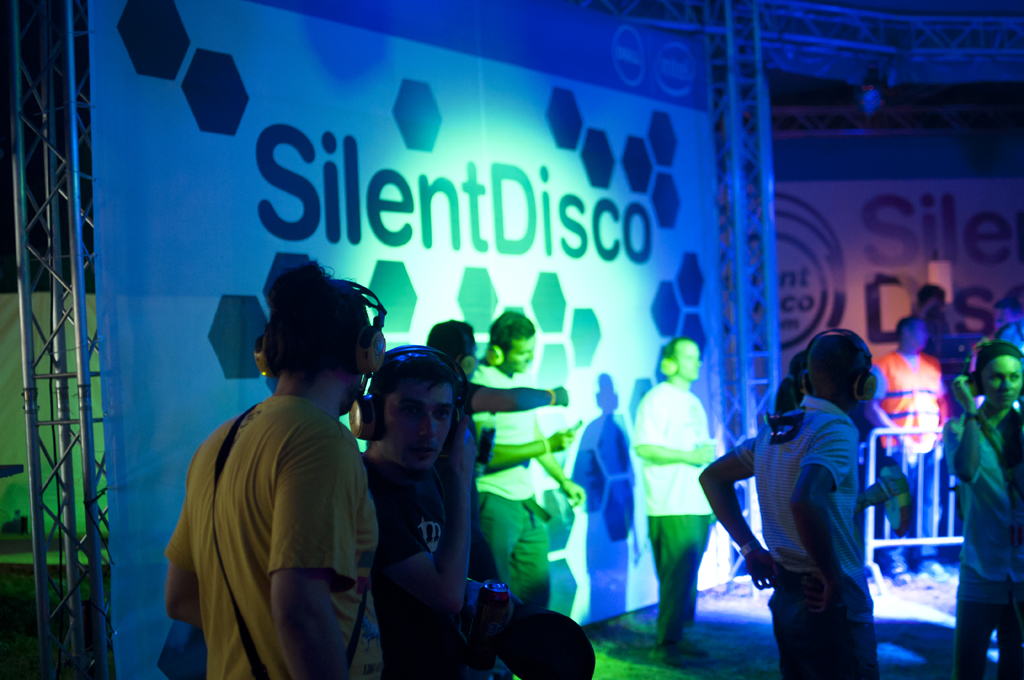
2012년 EXIT Festival에서의 사일런트 디스코

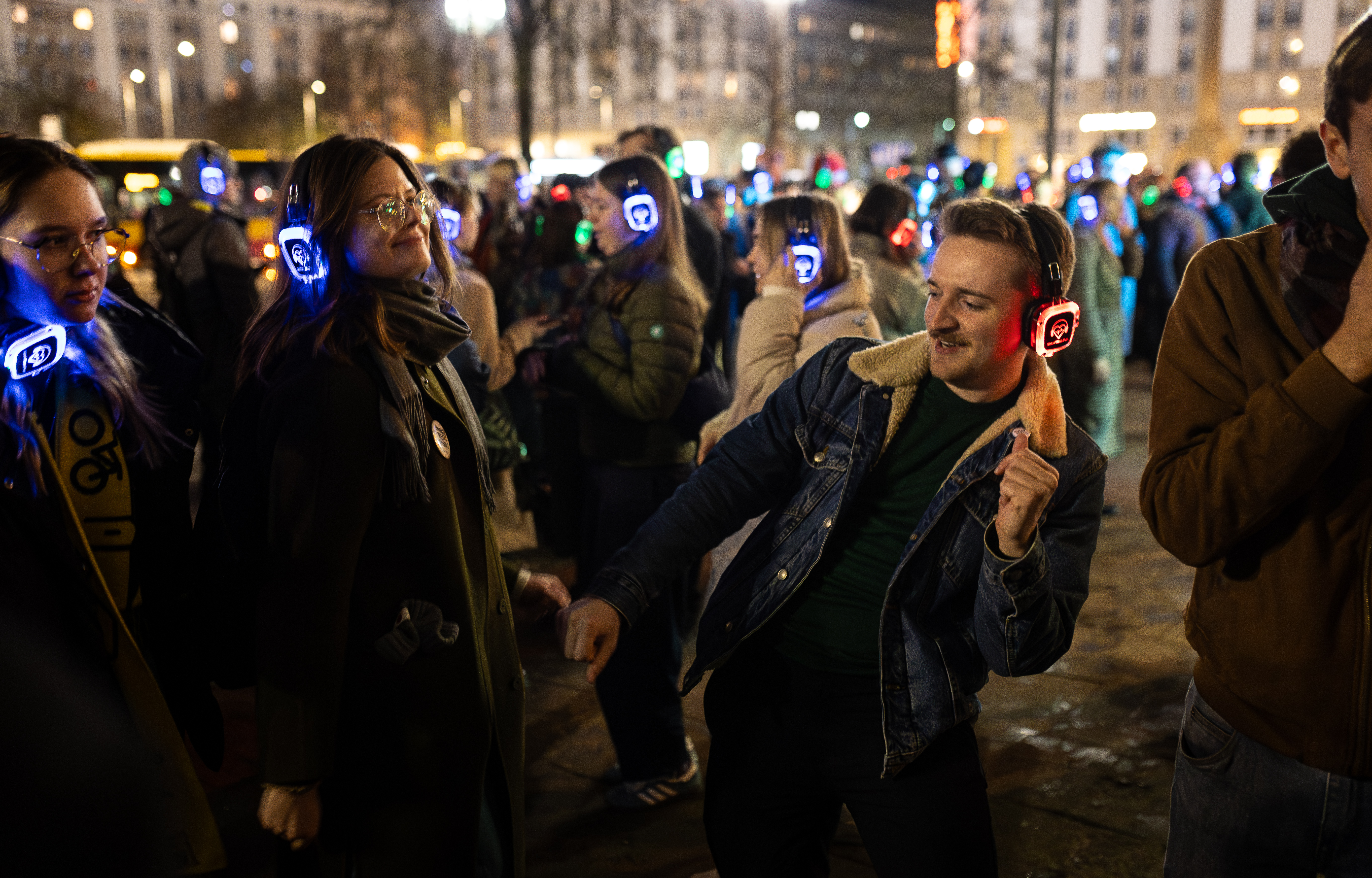

사일런트 디스코(영어: Silent Disco)는 FM 트랜스미터로 전송되는 음악을 헤드폰을 통해 들으면서 춤을 추는 행위나 그런 행위를 통해 이루어지는 모든 행사를 총칭하는 이름이다. 스피커를 통해 크게 울려퍼지는 음악에 맞춰 춤을 추는 일반 파티와는 달리, 참가자들은 착용한 무선 헤드폰을 통해 음악을 즐긴다. 이 덕분에 라이브 공연 콘텐츠의 시공간적 제약을 줄일 수 있으며, 소음 공해로부터 자유롭다는 이점을 가진다.. 일반적으로, 사일런트 디스코 시스템은 3가지 채널을 제공하며, 관객은 자신의 기호에 따라 헤드폰 버튼을 이용하여 채널을 선택할 수 있다.
사일런트 디스코 이벤트가 성행하게 되면서 사일런트 디스코 시스템을 단순히 헤드폰에서 흘러나오는 음악에 맞춰 춤을 추는 행위가 아닌 다른 행사에도 헤드폰을 통해 소리를 공유하는 양상의 이벤트가 진행되었다. 현재, 사일런트 디스코 시스템은 페스티벌, 밴드 공연, 세미나, 하우스 파티, 패션 쇼, 클럽, 희극, 기업 행사, 영화, 오페라 등의 이벤트에 다채롭게 사용되고 있다

## 역사

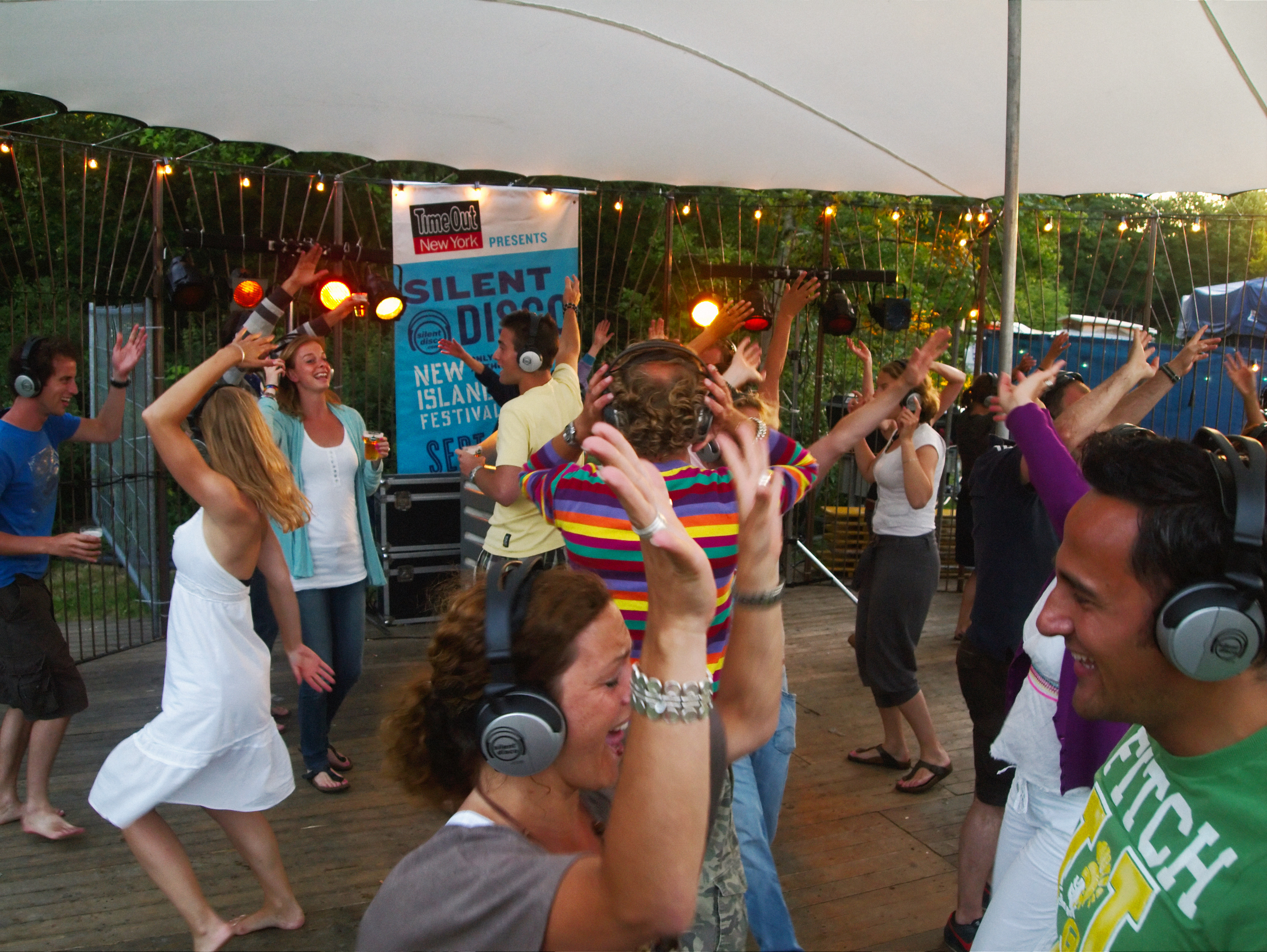
사일런트 디스코

무선 헤드폰을 통해 많은 사람들이 함께 춤을 춘다는 생각은 꽤 오래전부터 존재했다. 핀란드의 공상과학 영화인 《Ruusujen Aika》(1969)(영어: A Time of Roses)에서도 사람들이 헤드폰을 쓰고 파티를 즐기는 장면이 등장한다.
이러한 개념이 발전되어 90년대, 환경운동가들이 소음공해와 야생동물에 대한 침해를 최소화하기 위하여 사용하기 시작했다. 2000년 5월, ‘BBC LIVE MUSIC’은 카디프에서 “Silent Gig”이라는 행사를 개최하여, 관객이 밴드와 DJ의 음악을 헤드폰을 통해 감상하도록 하였다.
2005년, 영국 최대의 페스티벌인 글래스턴베리 페스티벌에서 페스티벌장 주변에 사는 민간인들에게 끼치는 소음 공해를 줄이기 위하고, 밤새 페스티벌 참가자들이 춤출수 있도록 사일런트 디스코를 도입했다. 글래스톤배리 페스티벌이 사일런트 디스코를 도입한 직후에, 스코틀랜드 최대 페스티벌인 티 인 더 파크도 바로 사일런트 디스코를 도입하였다. 1개의 채널에서는 사일런트 디스코 레지던트 DJ의 라이브 셋을, 다른 채널에서는 전설적인 파티 음악을 제공하여 관객이 원하는 것을 즐기도록 하였다. 2011년 2월, 사일런트 디스코라는 용어가 공식적으로 옥스포드 온라인 딕셔너리에 등재되었다.
사일런트 디스코에 대한 흥미가 증가함에 따라, 현재 많은 수의 회사들이 무선 헤드폰을 사용하여 페스티벌에서부터 기업 파티에 이르기까지 많은 행사를 기획하고 있다. 국내에서는 2010년 7월 11일 이후 사일런트 디스코 코리아(김철환 감독)가 사일런트 디스코 행사를 국내에서 진행하고 있으며, 홍대놀이터, 광화문광장, 서울시청광장, 북촌 등 일반공공장소에서 진행되기도 했으며, 월드 DJ 페스티벌, 춘천마임축제, 펜타포트락페스티벌 등 축제에서 진행되기도 했다. 또는 건대 커먼그라운드, 여의도 IFC MALL 등 사유시설물에서도 서비스를 진행했었다.
2011년 MBC 뉴스데스크에서 "소리없는 댄스파티 - 사일런트 디스코"라는 제목의 뉴스를 방송하고, 조선일보에서 "무선 헤드폰 끼고 신나게 춤을 - 사일런트 디스코" 보도하는 등 매체에서도 관심을 표했다.

## 헤드폰 콘서트
헤드폰 콘서트는 공연장 안에서 청중이 공연하는 아티스트의 음악 또는 소리를 헤드폰을 통해 듣는 형태의 라이브 공연을 뜻한다.
헤드폰 콘서트 개념의 출발은 1997년 Erik Minkkinen이 자신의 옷장에서 인터넷을 통해 스트리밍한 것으로부터 시작되었다. 이 옷장에서 자신의 음악을 스트리밍하는 개념은 현재 르 플라카드 페스티벌로 발전되어 2014년 현재 세계 각지의 도시에서 진행되고 있다.
최초의 실질적 헤드폰 콘서트는 1999년 3월, 오스틴의 사우스 바이 사우스웨스트(SXSW) 컨퍼런스에서 플레이밍 립스(영어: The Flaming Lips)에 의해서 처음으로 시도되었다. 더욱 정확하고 상세한 라이브 사운드를 청중에게 제공하기 위하여 플레이밍 립스는 콘서트에 헤드폰장비를 도입시켰다. 공연에는 FM 트랜스미터가 설치되었고 밴드의 모든 사운드는 작은 워크맨 스타일의 리시버에 전송되었고 청중은 헤드폰을 통해 이를 들을 수 있었다. 이론적으로, 이는 청중에게 더욱 명확한 사운드를 들을 수 있도록 한다. 그들은 헤드폰 콘서트 형식을 그들의 International Music Against Brain Degeneration Revue 투어에서도 사용하였다.
인상적인 헤드폰 콘서트로서 메탈리카(영어: Metallica)가 2013년 남극에서 헤드폰 콘서트를 했다. 메탈리카는 2013년 남극의 Carlini Station에서 러시아, 한국, 중국, 폴란드, 칠레, 브라질과 독일의 연구자들 앞에서 헤드폰 콘서트를 펼쳤다. 그들은 이 헤드폰 콘서트가 '가장 유니크한 공연이었다'고 포스트하기도 했다.

## 사일런트 긱
사일런트 긱(영어: Silent Gig)은 헤드폰 콘서트와 그 형태가 유사하다. 다만, 헤드폰 콘서트가 미국을 중심으로 개최된 공연에 대해 붙여진 이름이라면, 사일런트 긱은 영국을 중심으로 성행한 공연들에 대해 붙은 이름이다.
2000년 4월, 영국의 음악 축제인 BBC MUSIC LIVE에서 Rocket Goldstar라는 밴드가 최초로 사일런트 긱 형태로 공연을 시행하였다.
2008년, 웨일즈 카디프에서 흥미로운 형태의 사일런트 긱 공연인 《사일런트 배틀 오브 밴드》가 열렸다. 두 밴드가 동시에 한 무대에 올라서서 공연을 하고, 사일런트 디스코 시스템을 사용하여 트랜스미터를 통해 관객들의 헤드폰으로 음악이 전송되었고, 관객은 헤드폰을 통해서 2 채널로 동시에 공급되는 두 밴드의 음악 중 마음에 드는 밴드의 음악을 고를 수 있었다.

## 사일런트 시네마
사일런트 시네마(영어: Silent Cinema)는 스크린을 통해 영화를 상영하되, 관객이 헤드폰을 통해 사운드를 공급받는 관람 형태를 칭한다. 사일런트 시네마는 사일런트 필름(영어: Silent film), 즉 무성 영화와는 구분되는 개념이다.
사일런트 시네마는 실내형과 실외형으로 구분된다. 실내형은 일반 극장에서 관객들이 사운드를 헤드폰을 통해 듣게 된다. 실내형 사일런트 시네마는 대부분 더 고품질의 사운드를 제공하기 위해 사용한다. 실외형의 경우는 야외에서 영화를 상영하되, 관객들이 무선 헤드폰을 통해 사운드를 듣게 된다. 실외형의 경우는 일반 영화와는 다르게 소음 공해의 문제에서 자유롭다는 장점이 있다.
최근의 실외형 사일런트 시네마로는 2013년 9월 영국 런던 세인트 마틴 코트야드에서 세인트 마틴 코트야드 패션 필름 페스티벌에서 3일 연속으로 사일런트 시네마 형식으로 영화를 상영했다.
실내형의 경우에는 현재, 서울 청담시네시티CGV 7층에 비츠바이닥터드레(beats by dr.dre)관이 있다. 관람객에게 고품격의 사운드를 제공하기 위해 비츠 바이 닥터드레[Beats by dr. dre] 하이 퍼포먼스 헤드폰을 비치하고, 헤드폰을 통해 영화 사운드를 들을 수 있도록 하고 있다.
또, YAMAHA에서 개인화된 사일런트 시네마 기술을 도입하여 극장이 아니라 개인적인 영화 관람의 경우에도 이용할 수 있도록 하고 있다. 이를 이용하면, 평범한 헤드폰으로도 돌비 및 DTS 디지털 서라운드로 음악이나 영화의 사운드를 즐길 수 있다. 청취차는 헤드폰을 통해, 5.1채널 서라운드 사운드의 정밀한 시뮬레이션을 혼자서 조용히 즐길 수 있다. 늦은 시간, 다른 사람에게 방해가 되지 않기를 원하거나, 거슬리는 소음이 있을 때, 영화 관람에 매우 탁원한 방법이다.
국내에서는 2011년 5월 25일, 영화 《바람》 시사회가 경북대학교에서 사일런트 시네마 형식으로 시사회가 이루어진 바 있다.

## 사일런트 씨어터
웨일즈를 기반으로 비연극적이며 일상적인 장소(펍, 놀이터 등)를 무대로 하는 공연을 펼치는 로컬 퍼포먼스 회사인 Feral Productions은 그들의 장소적 한계를 극복하기 위해서 그들의 퍼포먼스에 사일런트 디스코 시스템을 도입했다. 청중은 배우와 댄서의 연기를 직접 보되, 배우의 대화와 배경음악을 헤드셋을 통해 들으며 새로운 복합적 미디어 형태의 희극을 감상하게 된다.
2009년, 그들은 사일런트 디스코 시스템 배급회사인 사일런트 아레나와 손을 잡고 그들의 첫 희극인 《진저브레드 하우스》를 선보인다. 연극은 실제의 평범한 길을 무대로 《헨젤과 그레텔》을 각색하여 남매의 여정을 색다르게 그려내고, 대사는 사일런트 디스코 시스템을 이용하여 전달한다. 2010년 《Locked》, 2011년 《Shattered》등의 희극을 사일런트 디스코 시스템을 이용하여 공연했다.

## 사일런트 오페라
사일런트 오페라는 런던을 중심으로 활동하는 공연 회사로서 사일런트 디스코 사운드 시스템을 기반으로 하여 오페라 퍼포먼스를 제공한다. 헤드폰을 켜면, 관객은 미리 녹음된 오케스트라 사운드에 맞춰 노래하는 배우들의 소리를 듣게 된다. 헤드폰을 끄면, 라이브로 연주하는 6개의 악기의 반주를 듣게 된다. 미리 녹음된 풀 오케스트라 사운드를 들을지, 조금 빈약한 라이브 음원을 들을지 선택하는 것은 관객의 몫이다. 오케스트라단이 없기 때문에, 더 작은 공간에서 오페라 퍼포먼스를 펼칠 수 있다는 이점이 있다.
《오르페우스》, 《라 트라비아타》, 《세비야의 이발사》, 《라 보엠》 등의 오페라가 사일런트 오페라의 형태로 상연되었다.

## 모바일 클러빙

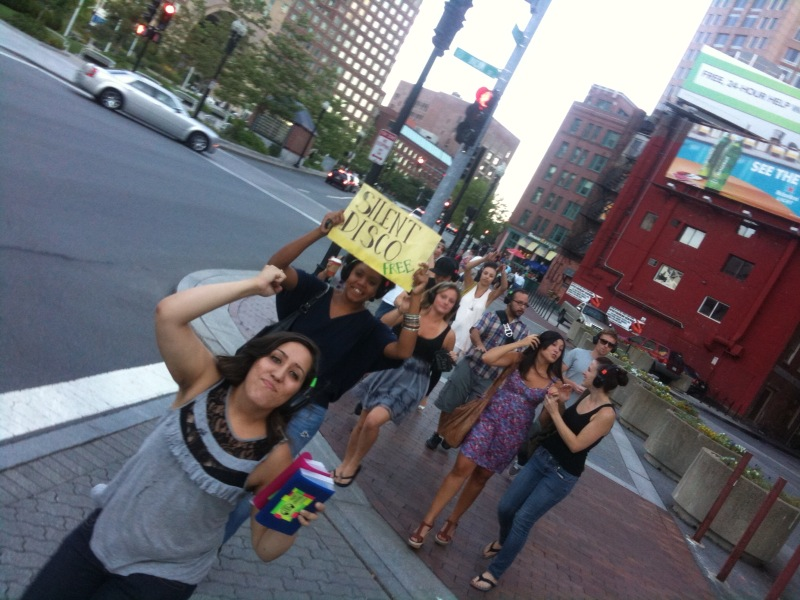
사일런트 디스코 모바일 클러빙

모바일 클러빙이란 사일런트 디스코 아이디어를 이용한 집단 행동의 하나로서, 불특정한 장소에 불특정한 시간에 불특정 다수의 사람들이 모여서 춤을 추는 행위이다. 모바일 클러빙은 각 개인이 들고 온 휴대용 음악 장치에 따라서 각자가 원하는 음악에 맞추어 춤을 춘다는 점에서, 같은 FM 주파수 대역을 가진 같은 이어폰을 지급받아서 같은 음악, 리듬에 춤을 추는 일반적 사일런트 디스코 파티나 사일런트 긱과는 상이하다. 모바일 클러빙의 개최지와 개최 시간, 그리고 지시 사항들은 모바일 클러빙 이벤트 개최에 앞서서 웹페이지, 이메일 등의 형태로 전파된다. 파티의 형태만을 고려하면, 사일런트 디스코와 플래쉬몹의 결합 형태로 볼 수 있을 것이다.
참가자들은 지정된 시간에 지정된 장소에 도착하고, 개인의 이어폰 또는 헤드폰의 맞추어 춤을 추면 된다. 모바일 클러빙은 2003년 런던의 리버풀 스트리트역에서 최초로 개최되었다. 2000년대 초중반 영국 런던을 중심으로 성행했으며, 당시 영국에서는 플래쉬몹을 대체하고 있다는 평가를 받았다.

## 르 플라카드 페스티벌
르 플라카드 페스티벌(영어: Le Placard Festival)은 파리에서 활약하는 Erik Minkinnen이 주최하는 헤드폰 페스티벌이다. 출연자는 온라인상에서 자신의 채널을 등록하여 음악을 연주한다. 관객은 헤드폰에서만 연주를 들을 수 있고, 모든 연주 상황은 웹캠과 채팅방의 형태로 네트워크를 통해 전세계의 회장으로 스트리밍된다.
Placard는 프랑스어로 벽장, 붙박이장을 의미하는데, 9-12 평방미터의 지붕 바로 아래 다락방(이전에는 주로 하녀들의 방으로 사용되었고, 현재는 주로 돈이 없는 학생들에게 임대된다)을 의미하기도 한다. 르 플라카드 페스티벌은 1999년,
Erik Minkinnen에 의해서 그의 다락방에서 시작되었다. 많은 사람들을 모으기에는 턱없이 좁았으므로, 최초의 르 플라카드 페스티벌은 6명의 사람과 72시간 논스톱으로 진행되었다.
그가 르 플라카드 페스티벌을 시작하게 된 이유는 다음과 같다.
당시 실험적인 전자 음악이 낯설었던 풍토 때문에, 페스티벌을 위한 장소를 잡는 것이 매우 어려웠다.
둘째로, 그는 헤드폰이 줄 수 있는 관객과 아티스트 사이의 내밀성에 집중했다.
셋째로, 헤드폰을 낀다는 행위가 청중에게 줄 수 있는 능동성도 그 이유였다. 첫 회에서, 72시간 논스톱으로 시작한 페스티벌은 2013년 9회 페스티벌에서는 무려 3달 간 각자 다른 아티스트들에 의해서 지속되는 형태로 개최되었다
르 플라카드 페스티벌은 프랑스에서 시작하여 네덜란드, 그리스, 독일, 스웨덴, 영국, 폴란드, 스위스, 루마니아, 이태리 등의 10여 개국에서 펼쳐지고 있으며, 2010년 8월에는 대한민국에서 NEMAF(서울국제뉴미디어페스티벌) 행사 중 하나로 진행되었다.

## 그 외 형태
2012년 11월, 연예인 붐이 SBS 《107.7Mhz SBS 파워 FM 붐의 영스트리트》라디오 방송을 강남역에서 무선 헤드폰을 통해 사일런트 디스코와 라디오 방송을 접목시킨 형태로 진행한 바 있다.
또, 광고대행사 '이노션'이 사내 파티의 일환으로 사내 식당에서 사일런트 디스코 파티를 진행하였다.

## 국내 공연 현황
| 회차  | 일시     | 장소                      | 공연 제목                                                   | 참가지원 | 진행   |
| ----- | -------- | ------------------------- | ----------------------------------------------------------- | -------- | ------ |
| 124회 | 24.08.11 | 마포대교                  | 한강무소음DJ파티                                            | 550명    | 김철환 |
| 123회 | 24.08.10 | 뚝섬분수광장일대          | 한강무소음DJ파티                                            | 850명    | 김철환 |
| 122회 | 24.08.04 | 마포대교                  | 한강무소음DJ파티                                            | 750명    | 김철환 |
| 121회 | 24.08.03 | 뚝섬분수광장일대          | 한강무소음DJ파티                                            | 500명    | 김철환 |
| 120회 | 24.07.28 | 마포대교                  | 한강무소음DJ파티                                            | 500명    | 김철환 |
| 119회 | 24.06.23 | 뚝섬                      | 한강무소음DJ파티                                            | 400명    | 김철환 |
| 118회 | 24.06.16 | 한강 잠수교 뚜벅뚜벅 축제 | 한강무소음DJ파티                                            | 900명    | 김철환 |
| 117회 | 24.06.02 | 뚝섬 서울시 쉬엄쉬엄 축제 | 한강무소음DJ파티                                            | 1000명   | 김철환 |
| 116회 | 24.05.19 | 한강 잠수교 뚜벅뚜벅 축제 | 한강무소음DJ파티                                            | 900명    | 김철환 |
| 115회 | 24.05.18 | 마포대교                  | 한강무소음DJ파티                                            | 900명    | 김철환 |
| 114회 | 24.05.12 | 한강 잠수교 뚜벅뚜벅 축제 | 한강무소음DJ파티                                            | 900명    | 김철환 |
| 113회 | 23.10.22 | 한강 잠수교 뚜벅뚜벅 축제 | 한강무소음DJ파티                                            | 1000명   | 김철환 |
| 112회 | 23.10.21 | 여의도 한강공원           | 한강무소음DJ파티                                            | 750명    | 김철환 |
| 111회 | 23.10.15 | 한강 잠수교 뚜벅뚜벅 축제 | 한강무소음DJ파티                                            | 850명    | 김철환 |
| 110회 | 23.10.14 | 여의도 한강공원           | 한강무소음DJ파티                                            | 400명    | 김철환 |
| 109회 | 23.09.24 | 한강 잠수교 뚜벅뚜벅 축제 | 한강무소음DJ파티                                            | 1000명   | 김철환 |
| 108회 | 23.09.17 | 한강 잠수교 뚜벅뚜벅 축제 | 한강무소음DJ파티                                            | 1000명   | 김철환 |
| 107회 | 23.09.10 | 한강 잠수교 뚜벅뚜벅 축제 | 한강무소음DJ파티                                            | 1000명   | 김철환 |
| 106회 | 23.09.03 | 한강 잠수교 뚜벅뚜벅 축제 | 한강무소음DJ파티                                            | 1000명   | 김철환 |
| 105회 | 23.08.13 | 여의도 한강공원           | 한강무소음DJ파티                                            | 800명    | 김철환 |
| 104회 | 23.08.12 | 여의도 한강공원           | 한강무소음DJ파티                                            | 600명    | 김철환 |
| 103회 | 23.08.05 | 여의도 한강공원           | 한강무소음DJ파티                                            | 400명    | 김철환 |
| 102회 | 23.06.24 | 잠실석촌호수              | 송파야행 사일런트 디스코                                    |          | 김철환 |
| 101회 | 19.06.07 | 서울랜드                  | 월드DJ페스티벌 사일런트 디스코                              |          | 김철환 |
| 100회 | 18.06.06 | 잠실 주경기장             | 월드DJ페스티벌 사일런트 디스코                              |          | 김철환 |
| 99회  | 18.04.07 | IFC MALL                  | IFC MALL 벗꽃 축제 사일런트 디스코                          |          | 김철환 |
| 98회  | 17.10.14 | 건대 커먼그라운드         | 사일런트 디스코 페스티벌                                    |          | 김철환 |
| 97회  | 17.06.03 | 건대 커먼그라운드         | 사일런트 디스코 페스티벌                                    |          | 김철환 |
| 96회  | 17.05.27 | 올림픽공원                | 서울재즈페스티벌 하이네켄 부스 사일런트 디스코              |          | 김철환 |
| 95회  | 17.05.13 | 잠실 주경기장             | 월드DJ페스티벌 사일런트 디스코                              |          | 김철환 |
| 94회  | 16.06.11 | 춘천                      | 월드DJ페스티벌 사일런트 디스코                              |          | 김철환 |
| 93회  | 16.06.04 | 건대 커먼그라운드         | 사일런트 디스코 페스티벌                                    |          | 김철환 |
| 92회  | 15.11.16 | 건대 커먼그라운드         | GRAND CARNIVAL DYNAMICDUO                                   |          | 김철환 |
| 91회  | 15.10.30 | 남산 애니메이션 센터      | 사일런트 디스코                                             |          | 김철환 |
| 90회  | 15.10.16 | 홍대CGV                   | 돌연변이 사일런트 디스코                                    |          | 김철환 |
| 89회  | 15.08.28 | 한옥마을                  | 달빛한옥 사일런트 디스코                                    |          | 김철환 |
| 88회  | 15.06.30 | 국립현대미술관            | 현대카드 YAP 사일런트 디스코                                |          | 김철환 |
| 87회  | 15.05.25 | 춘천                      | 월드DJ페스티벌 사일런트 디스코                              |          | 김철환 |
| 86회  | 15.04.11 | 홍대일대                  | 사일런트 디스코                                             |          | 김철환 |
| 85회  | 14.08.29 | 양평                      | 월드DJ페스티벌 사일런트 디스코                              |          | 김철환 |
| 84회  | 14.07.12 | 홍대놀이터                | 홍대놀이터 올나이트 사일런트 디스코                         |          | 김철환 |
| 83회  | 13.11.30 | 홍콩 클락켄플랍           | 사일런트 디스코                                             |          | 김철환 |
| 82회  | 13.09.28 | 홍대 하베스트             | 사일런트 디스코 홈파티                                      |          | 김철환 |
| 81회  | 13.08.31 | 홍대일대                  | 쉐도우헌터스 홍대워킹투어                                   |          | 김철환 |
| 80회  | 13.08.09 | 부산 민락수변공원         | 사일런트 디스코                                             |          | 김철환 |
| 79회  | 13.08.02 | 펜타포트                  | 사일런트 디스코                                             |          | 김철환 |
| 78회  | 13.06.08 | 홍대놀이터                | 금의환향 사일런트 디스코                                    |          | 김철환 |
| 77회  | 13.05.24 | 춘천                      | 춘천마임축제 사일런트 디스코                                |          | 김철환 |
| 78회  | 13.05.17 | 양평                      | 7회 월드DJ페스티벌 사일런트 디스코                          |          | 김철환 |
| 75회  | 13.04.27 | 홍대놀이터                | 월드DJ페스티벌 사디 프리 파티                               |          | 김철환 |
| 74회  | 13.04.14 | 서울대공원                | 서울대공원 봄바람대축제 사일런트 퍼레이드                   |          | 김철환 |
| 73회  | 13.04.06 | 명동                      | 명동나이트페스티벌 사일런트 디스코 명동 어택                |          | 김철환 |
| 72회  | 13.03.28 | 이노션                    | 이노션 사내파티                                             |          | 김철환 |
| 71회  | 13.03.23 | 홍대놀이터                | 홍대놀이터                                                  |          | 김철환 |
| 70회  | 13.03.09 | 명동                      | 명동나이트페스티벌 사일런트 디스코 명동 어택                |          | 김철환 |
| 69회  | 13.01.19 | 홍대놀이터                | WELCOME 2013!!! Silent Disco Party!!!                       |          | 김철환 |
| 68회  | 12.12.28 | 대구                      | SILENT DISCO 대구어택                                       |          | 김철환 |
| 67회  | 12.12.22 | 대구                      | SILENT DISCO 대구어택                                       |          | 김철환 |
| 66회  | 12.12.21 | 명동                      | 명동댄스나잇 200% 즐기기!!! 사일런트 명동 게릴라 어택!!!    |          | 김철환 |
| 65회  | 12.12.08 | 강남                      | CGV와 함께하는 사일런트 디스코 2012 마지막 강남패기발사파티 |          | 김철환 |
| 64회  | 12.12.01 | 강남                      | CGV와 함께하는 SILENT DISCO IN GANGNAM                      |          | 김철환 |
| 63회  | 12.11.24 | 홍대놀이터                | CGV와 함께하는 강남진출!!! 사일런트 디스코~                 |          | 김철환 |
| 62회  | 12.11.09 | 명동/강남                 | 불타는 금요일 사일런트 디스코 더블파티!!!                   |          | 김철환 |
| 61회  | 12.10.28 | 홍대놀이터                | Silnet Disco Halloween Party                                |          | 김철환 |
| 60회  | 12.10.06 | 명동                      | 사일런트 디스코 서울어택!!!                                 |          | 김철환 |
| 59회  | 12.10.05 | 신동아건설빌딩            | 모두를 위한 자선파티!!! / 세번째 가난한 파티                |          | 김철환 |
| 58회  | 12.09.22 | 홍대스타벅스              | 홍대 사디 with GS&CONCERT                                   |          | 김철환 |
| 57회  | 12.09.08 | 명동                      | 명동 사일런트 어택                                          |          | 김철환 |
| 56회  | 12.08.25 | 홍대놀이터                | 캔유사디!!! 당신의 폭염스트레스를 날려버릴 의지의 엔돌핀    |          | 김철환 |
| 55회  | 12.07.20 | 홍대놀이터                | 망해보자!!! 게릴라 홍놀사디!!! 초심으로                     |          | 김철환 |
| 54회  | 12.07.07 | 홍대놀이터                | 2주년 홍놀 사디파티                                         |          | 김철환 |
| 53회  | 12.06.23 | 홍대놀이터                | 입닥치고 춤이나춰                                           |          | 김철환 |
| 52회  | 12.05.27 | 양평                      | 월드DJ페스티벌 사일런트 디스코                              |          | 김철환 |
| 51회  | 12.05.26 | 양평                      | 월드DJ페스티벌 사일런트 디스코                              |          | 김철환 |
| 50회  | 12.05.07 | 강남                      | 어버이날 특급 프로젝트!!! 강남어택                          |          | 김철환 |
| 49회  | 12.04.28 | 강남                      | 사일런트 디스코 월디페 워밍업                               |          | 김철환 |
| 48회  | 12.03.31 | 강남                      | DJ KOO와 함께하는 사일런트 디스코 경기도 습격사건           |          | 김철환 |
| 47회  | 12.03.10 | 홍대놀이터                | 입닥치고 춤이나춰                                           |          | 김철환 |
| 46회  | 12.01.28 | 홍대놀이터                | 신년액땜굿파티 놀다죽자                                     |          | 김철환 |
| 45회  | 11.12.30 | 홍대놀이터                | ADIEU 2012! SILENT DISCO LAST PARTY                         |          | 김철환 |
| 44회  | 11.11.19 | 마로니에공원              | 수능해방기념 사디퍼레이드                                   |          | 김철환 |
| 43회  | 11.10.02 | 마로니에공원              | 대학로에서 유쾌상쾌통쾌하게 놀아보자                        |          | 김철환 |
| 42회  | 11.09.22 | 대학로                    | 대학문화축제 대학로막고 놀아보자                            |          | 김철환 |
| 41회  | 11.09.17 | 홍대놀이터                | 남녀노소 세대공감! 나이없는 날 사일런트 디스코              |          | 김철환 |
| 40회  | 11.09.13 | 홍대놀이터                | 추석맞이 게릴라 사일런트 디스코                             |          | 김철환 |
| 39회  | 11.08.27 | 홍대놀이터                | 제4회 서울문화의 밤 Silent Disco We Dance Seoul             |          | 김철환 |
| 38회  | 11.08.20 | 홍대놀이터                | We dance with You!                                          |          | 김철환 |
| 37회  | 11.08.20 | 해운대                    | KT BE JNUSE SILENT DISCO                                    |          | 김철환 |
| 36회  | 11.08.13 | 크라운호텔                | Oxford University Casino Loyal Party                        |          | 김철환 |
| 35회  | 11.07.23 | 오하마나호                | 제주피스보트 선상 사일런트 디스코                           |          | 김철환 |
| 34회  | 11.07.22 | 중문색달해수욕장          | 제주도 중문색달해수욕장 사일런트 디스코                     |          | 김철환 |
| 33회  | 11.07.20 | 오하마나호                | 제주피스보트 선상 사일런트 디스코                           |          | 김철환 |
| 32회  | 11.07.09 | 홍대놀이터                | silent disco 1주년 warm-up party!                           |          | 김철환 |
| 31회  | 11.06.18 | 홍대놀이터                | We dance with You!                                          |          | 김철환 |
| 30회  | 11.06.04 | 홍대놀이터                | We dance with You!                                          |          | 김철환 |
| 29회  | 11.06.02 | 홍대놀이터                | We dance with You!                                          |          | 김철환 |
| 28회  | 11.05.27 | 춘천마임축제              | 미친금요일! We dance with You!                              |          | 김철환 |
| 27회  | 11.05.26 | 경북대학교                | 경북대학교 OSOM 사일런트 디스코                             |          | 김철환 |
| 26회  | 11.05.25 | 경북대학교                | 경북대학교 사일런트 무비 - 독립영화 '바람' 시사회           |          | 김철환 |
| 25회  | 11.05.07 | 양평                      | 제5회 월드DJ페스티벌                                        |          | 김철환 |
| 24회  | 11.05.06 | 양평                      | 제5회 월드DJ페스티벌                                        |          | 김철환 |
| 23회  | 11.04.16 | 홍대놀이터                | We dance with You!                                          |          | 김철환 |
| 22회  | 11.04.02 | 홍대놀이터                | We dance with You!                                          |          | 김철환 |
| 21회  | 11.03.25 | 홍대놀이터                | We dance with You!                                          |          | 김철환 |
| 20회  | 11.03.19 | 홍대놀이터                | We dance with You!                                          |          | 김철환 |
| 19회  | 11.03.12 | 왕십리 비트플렉스         | 월드DJ페스티벌 월깨비 면접 파티                             |          | 김철환 |
| 18회  | 11.03.05 | 홍대놀이터                | We dance with You!                                          |          | 김철환 |
| 17회  | 11.02.25 | 홍대놀이터                | We dance with You!                                          |          | 김철환 |
| 16회  | 11.01.15 | CAFE 노아이               | We dance with You!                                          |          | 김철환 |
| 15회  | 10.12.24 | 홍대놀이터                | Fury of Christmas                                           |          | 김철환 |
| 14회  | 10.12.11 | 홍대놀이터                | We dance with You!                                          |          | 김철환 |
| 13회  | 10.11.19 | 홍대놀이터                | Let's kick it together! We dance with You!                  |          | 김철환 |
| 12회  | 10.11.06 | 홍대놀이터                | We dance with You!                                          |          | 김철환 |
| 11회  | 10.10.30 | 홍대놀이터                | 할로윈 위크 We dance with You!                              |          | 김철환 |
| 10회  | 10.10.23 | 홍대9번출구               | 놀아보자! 신나는 날이다!                                    |          | 김철환 |
| 9회   | 10.10.10 | 홍대놀이터                | 사일런트 디스코 We dance Seoul                              |          | 김철환 |
| 8회   | 10.09.18 | 여의도공원                | 사일런트 CITY ATTACK                                        |          | 김철환 |
| 7회   | 10.08.21 | 인사동                    | 서울문화의 밤 외국인 대상 CITY TOUR                         |          | 김철환 |
| 6회   | 10.08.08 | 광화문광장                | 사일런트 CITY ATTACK                                        |          | 김철환 |
| 5회   | 10.07.30 | 홍대놀이터                | 홍대클럽데이                                                |          | 김철환 |
| 4회   | 10.07.18 | 대천해수욕장              | 보령머드축제 사일런트 디스코 게릴라 진행                    |          | 김철환 |
| 3회   | 10.07.17 | 목포평화공원              | F1 D-100 목포평화공원 사일런트 스피디 디스코                |          | 김철환 |
| 2회   | 10.07.16 | 클럽베라                  | F1 D-100 홍대클럽파티                                       |          | 김철환 |
| 1회   | 10.07.11 | 홍대놀이터                | 한번 나가서 놀아보자! 그리고 대박!                          |          | 김철환 |